# Eurithia gemina
Eurithia gemina är en tvåvingeart som först beskrevs av Louis-Paul Mesnil 1972.  Eurithia gemina ingår i släktet Eurithia och familjen parasitflugor. Inga underarter finns listade i Catalogue of Life.